# 南一辉
南一辉（日语：／ Minami Kazuki，2001年1月24日—），日本男子竞技体操运动员，2021年世界竞技体操锦标赛男子自由体操银牌得主、2021年世界大运会男子团体全能银牌得主、2023年世界竞技体操锦标赛男子团体全能金牌得主和男子自由体操银牌得主。